# Antoine Pierre Khoraiche
Antoine Pierre Khoraiche (Ain Ebel, 20 settembre 1907 – Beirut, 19 agosto 1994) è stato un cardinale libanese, patriarca di Antiochia dei Maroniti.

## Biografia
Ordinato sacerdote il 12 aprile 1930, fu eletto vescovo titolare di Tarso dei Maroniti ed ausiliare per l'Eparchia di Sidone il 25 aprile 1950. Fu ordinato vescovo dall'allora patriarca, Antoun Boutros Arida, il 15 ottobre dello stesso anno.
Divenne vescovo dell'Eparchia di Sidone il 25 novembre 1957.
Eletto patriarca di Antiochia dei Maroniti il 3 febbraio 1975, fu confermato il successivo 15 febbraio.
Papa Giovanni Paolo II lo elevò al rango di cardinale nel concistoro del 2 febbraio 1983.
Rassegnò le dimissioni da patriarca di Antiochia il 3 aprile 1986.

## Genealogia episcopale e successione apostolica
La genealogia episcopale è:
- Patriarca Youhanna Boutros Bawwab el-Safrawi
- Patriarca Jirjis Rizqallah
- Patriarca Stefano Douayhy
- Patriarca Yaaqoub Boutros Awwad
- Patriarca Semaan Boutros Awwad
- Patriarca Youssef Boutros Estephan
- Patriarca Youhanna Boutros Helou
- Patriarca Youssef Boutros Hobaish
- Patriarca Boulos Boutros Massaad
- Patriarca Elias Boutros Hoayek
- Patriarca Antoun Boutros Arida
- Cardinale Antoine Pierre Khoraiche

La successione apostolica è:
- Arcivescovo Antoine Joubeir (1975)
- Arcivescovo Ibrahim Hélou (1975)
- Vescovo Roland Aboujaoudé (1975)
- Vescovo Georges Abi-Saber, O.L.M. (1977)
- Vescovo Georges Scandar (1977)
- Arcivescovo Paul Fouad Naïm Tabet (1980)
- Vescovo John George Chedid (1981)
- Arcivescovo Elias Shaheen (1982)
- Vescovo Emile Ei (1983)